# Dannemarie (Doubs)
Dannemarie é uma comuna francesa na região administrativa de Borgonha-Franco-Condado, no departamento de Doubs. Estende-se por uma área de 2,25 km². Em 2010 a comuna tinha 113 habitantes (densidade: 50,2 hab./km²).